# Svetovni pokal v smučarskih poletih 2012
Svetovni pokal v smučarskih poletih 2012 je bila petnajsta uradna sezona svetovnega pokala v smučarskih poletih nagrajena z malim globusom kot del iste sezone svetovnega pokala v smučarskih skokih.

## Koledar

### Moški
| Št. | Sezona | Datum            | Kraj                     | Letalnica                                  | Vel. | Zmagovalec                                                 | Drugi                                                      | Tretji                                                     | Rumena majica                                              | Ref.                                                       |
| --- | ------ | ---------------- | ------------------------ | ------------------------------------------ | ---- | ---------------------------------------------------------- | ---------------------------------------------------------- | ---------------------------------------------------------- | ---------------------------------------------------------- | ---------------------------------------------------------- |
|     |        | 14. januar 2012  | Tauplitz/Bad Mitterndorf | Kulm HS200                                 | LE   | močan veter in sneg; prestavljeno na naslednji dan zjutraj | močan veter in sneg; prestavljeno na naslednji dan zjutraj | močan veter in sneg; prestavljeno na naslednji dan zjutraj | močan veter in sneg; prestavljeno na naslednji dan zjutraj | močan veter in sneg; prestavljeno na naslednji dan zjutraj |
| 86  | 1      | 15. januar 2012  | Tauplitz/Bad Mitterndorf | Kulm HS200 (zjutraj)                       | LE   | Robert Kranjec                                             | Thomas Morgenstern                                         | Anders Bardal                                              | Robert Kranjec                                             | [ 2 ]                                                      |
| 87  | 2      | 15. januar 2012  | Tauplitz/Bad Mitterndorf | Kulm HS200 (popoldan)                      | LE   | Anders Bardal                                              | Daiki Itō                                                  | Kamil Stoch                                                | Anders Bardal                                              | [ 3 ]                                                      |
| 88  | 3      | 18. februar 2012 | Oberstdorf               | Heini-Klopfer-Skiflugschanze HS213 (nočna) | LE   | Martin Koch                                                | Daiki Itō                                                  | Simon Ammann                                               | Daiki Itō                                                  | [ 4 ]                                                      |
| 89  | 4      | 16. marec 2012   | Planica                  | Letalnica bratov Gorišek HS215             | LE   | Robert Kranjec                                             | Simon Ammann                                               | Martin Koch                                                | Robert Kranjec                                             | [ 5 ]                                                      |
| 90  | 5      | 18. marec 2012   | Planica                  | Letalnica bratov Gorišek HS215             | LE   | Martin Koch                                                | Simon Ammann                                               | Robert Kranjec                                             | Robert Kranjec                                             | [ 6 ]                                                      |

### Ekipno
| Št. | Sezona | Datum            | Kraj       | Letalnica                          | Vel. | Zmagovalec                                                                          | Drugi                                                                               | Tretji                                                                        | Rumena majica | Ref.  |
| --- | ------ | ---------------- | ---------- | ---------------------------------- | ---- | ----------------------------------------------------------------------------------- | ----------------------------------------------------------------------------------- | ----------------------------------------------------------------------------- | ------------- | ----- |
| 12  | 1      | 19. februar 2012 | Oberstdorf | Heini-Klopfer-Skiflugschanze HS213 | LE   | SlovenijaJurij Tepeš Jure Šinkovec Peter Prevc Robert Kranjec                       | AvstrijaThomas Morgenstern · Martin Koch · Andreas Kofler · Gregor Schlierenzauer · | NorveškaAnders Fannemel Rune Velta Tom Hilde Anders Bardal                    | Avstrija      | [ 7 ] |
| 13  | 2      | 17. marec 2012   | Planica    | Letalnica bratov Gorišek HS215     | LE   | AvstrijaThomas Morgenstern · Andreas Kofler · Gregor Schlierenzauer · Martin Koch · | NorveškaRune Velta Anders Fannemel Bjørn Einar Romøren Anders Bardal                | NemčijaMaximilian Mechler · Severin Freund · Andreas Wank · Richard Freitag · | Avstrija      | [ 8 ] |

## Lestvica
| Uvr. | po 5 tekmah              | 15/01/2012 Kulm | 15/01/2012 Kulm | 18/02/2012 Oberstdorf | 16/03/2012 Planica | 18/03/2012 Planica | Skupaj |
| ---- | ------------------------ | --------------- | --------------- | --------------------- | ------------------ | ------------------ | ------ |
| 1    | Robert Kranjec           | 100             | 45              | 50                    | 100                | 60                 | 355    |
| 2    | Martin Koch              | 24              | 18              | 100                   | 60                 | 100                | 302    |
| 3    | Simon Ammann             | 26              | 32              | 60                    | 80                 | 80                 | 278    |
| 4    | Daiki Itō                | 50              | 80              | 80                    | 50                 | 15                 | 275    |
| 5    | Anders Bardal            | 60              | 100             | 22                    | 22                 | 8                  | 212    |
| 6    | Kamil Stoch              | 40              | 60              | 40                    | 29                 | 24                 | 193    |
| 7    | Thomas Morgenstern       | 80              | 50              | 16                    | 10                 | 22                 | 178    |
| 8    | Gregor Schlierenzauer    | 36              | 1               | 36                    | 45                 | 50                 | 168    |
| 9    | Severin Freund           | 22              | 29              | 26                    | 36                 | 40                 | 153    |
| 10   | Roman Koudelka           | 1               | 40              | 45                    | 20                 | 18                 | 124    |
| 11   | Richard Freitag          | 0               | 26              | 13                    | 32                 | 45                 | 116    |
| 12   | Andreas Kofler           | 18              | 5               | 12                    | 40                 | 36                 | 111    |
| 13   | Taku Takeuchi            | 11              | 36              | 15                    | 12                 | 9                  | 83     |
| 14   | Rune Velta               | 32              | 24              | 14                    | 2                  | 1                  | 73     |
| 15   | Bjørn Einar Romøren      | 4               | 0               | 11                    | 26                 | 29                 | 70     |
| 16   | Anders Fannemel          | —               | —               | 18                    | 24                 | 26                 | 68     |
| 17   | Lukáš Hlava              | —               | —               | 29                    | 15                 | 20                 | 64     |
| 18   | Peter Prevc              | 10              | 20              | 32                    | —                  | —                  | 62     |
| 19   | Vegard Haukø Sklett      | 45              | 16              | 0                     | —                  | —                  | 61     |
| 20   | Jurij Tepeš              | 13              | 0               | 0                     | 16                 | 32                 | 61     |
| 21   | Andreas Wank             | 0               | 11              | 20                    | 18                 | 11                 | 60     |
| 22   | Johan Remen Evensen      | 29              | 22              | 5                     | —                  | —                  | 56     |
| 23   | Piotr Żyła               | 14              | 9               | 3                     | 7                  | 10                 | 43     |
| 24   | David Zauner             | 9               | 12              | 8                     | 6                  | 5                  | 40     |
| 25   | Wolfgang Loitzl          | 0               | 13              | —                     | 8                  | 18                 | 39     |
| 26   | Michael Neumayer         | 16              | 15              | 4                     | 0                  | 2                  | 37     |
| 27   | Jure Šinkovec            | 0               | 8               | 10                    | 5                  | 13                 | 36     |
|      | Denis Kornilov           | 7               | 0               | 6                     | 11                 | 12                 | 36     |
| 29   | Maximilian Mechler       | 4               | 14              | —                     | —                  | 8                  | 26     |
| 30   | Tom Hilde                | —               | —               | 24                    | —                  | —                  | 24     |
| 31   | Janne Happonen           | 20              | 2               | —                     | —                  | 0                  | 22     |
| 32   | Maciej Kot               | 0               | 4               | —                     | 14                 | —                  | 18     |
|      | Kenneth Gangnes          | 8               | 10              | —                     | —                  | —                  | 18     |
| 34   | Jakub Janda              | 12              | 0               | —                     | 0                  | 4                  | 16     |
| 35   | Olli Muotka              | 15              | 0               | —                     | —                  | —                  | 15     |
| 36   | Sebastian Colloredo      | 0               | 0               | —                     | —                  | 14                 | 14     |
| 37   | Aleksander Zniszczoł     | —               | —               | —                     | 13                 | —                  | 13     |
|      | Anssi Koivuranta         | 0               | 7               | 0                     | —                  | 6                  | 13     |
| 39   | Andrea Morassi           | 5               | 0               | —                     | 5                  | —                  | 10     |
| 40   | Klemens Murańka          | —               | —               | —                     | 9                  | —                  | 9      |
|      | Vincent Descombes Sevoie | 0               | 0               | 9                     | —                  | —                  | 9      |
| 42   | Atle Pedersen Rønsen     | 2               | 6               | —                     | —                  | —                  | 8      |
| 43   | Krzysztof Miętus         |                 | —               | 7                     | 0                  | —                  | 7      |
|      | Michael Hayböck          | 7               | 0               | —                     | —                  | —                  | 7      |
| 45   | Noriaki Kasai            | —               | —               | 2                     | 3                  | —                  | 5      |
| 46   | Dimitrij Vasiljev        | 0               | 3               | 0                     | —                  | —                  | 3      |
|      | Jaka Hvala               | —               | —               | —                     | 0                  | 3                  | 3      |
| 48   | Shōhei Tochimoto         | —               | —               | 1                     | —                  | —                  | 1      |
|      | Andreas Stjernen         | —               | —               | —                     | 1                  | —                  | 1      |

| Uvr. | po 7 tekmah | Točke |
| ---- | ----------- | ----- |
| 1    | Avstrija    | 1595  |
| 2    | Norveška    | 1241  |
| 3    | Slovenija   | 1167  |
| 4    | Nemčija     | 942   |
| 5    | Japonska    | 614   |
| 6    | Poljska     | 533   |
| 7    | Češka       | 504   |
| 8    | Švica       | 278   |
| 9    | Rusija      | 139   |
| 10   | Finska      | 50    |
| 11   | Italija     | 24    |
| 12   | Francija    | 9     |

## Zaznamek
1. ↑  jutranja tekma z eno serijo; prestaljena tekma v Kulmu s prejšnjega dne zaradi močnega sneženja in vetra.